# Ouvrage de Bousse
L'ouvrage du Bois-de-Bousse, appelé aussi ouvrage de Bousse, est un ouvrage fortifié de la ligne Maginot, situé sur la commune de Hestroff, dans le département de la Moselle.
C'est un petit ouvrage d'infanterie, comptant quatre blocs. Construit à partir de 1930, il a été épargné par les combats de juin 1940. La particularité de cet ouvrage est d'être décoré avec plusieurs fresques murales ; la rénovation ainsi que les visites sont actuellement assurées par l'association « Fort aux Fresques ».

## Position sur la ligne
Faisant partie du sous-secteur de Burtoncourt dans le secteur fortifié de Boulay, l'ouvrage du Bois-de-Bousse, portant l'indicatif A 24, est intégré à la « ligne principale de résistance » entre la casemate d'intervalle d'Edling Sud (C 61) au nord-ouest et l'ouvrage d'Anzeling (A 25) au sud-est, à portée de tir des canons des gros ouvrages d'une part du Mont-des-Welches (A 21) et du Michelsberg (A 22) plus au nord-ouest et d'autre part ceux d'Anzeling.
L'ouvrage est installé entre les villages de Hestroff et d'Edling, sur le versant oriental de la cote 231, au lieu-dit « Bousse » (à ne pas confondre avec la commune de Bousse). Il surplombe à l'est la vallée de l'Anzeling (l'Anzelingerbach, un affluent de la Nied), le village d'Edling et l'aiguillage entre les voies ferrées de Metz vers l'Allemagne et de Thionville à Anzeling (celle-ci aujourd'hui déclassée et démontée).

## Description
L'ouvrage est composé en surface de trois blocs de combat et d'un bloc d'entrée, chacun relié par puits à des galeries et à une caserne souterraines creusées profondément dans le sous-sol.

### Souterrains
Comme tous les autres ouvrages de la ligne Maginot, celui de Bousse est conçu pour résister à un bombardement d'obus de très gros calibre. Les organes de soutien sont donc aménagés en souterrain, creusés sous vingt mètres de roche (pour Bousse, le sous-sol est composé de marnes grises du Keuper), tandis que les organes de combat, dispersés en surface sous forme de blocs, sont protégés par d'épais cuirassements en acier et des couches de béton armé.
Les installations souterraines ne sont pas de plain-pied avec les organes de combat : le faible relief a obligé de relier tous les éléments de surface avec des puits comportant escaliers et monte-charge. Une galerie principale part du bloc d'entrée pour rejoindre la caserne, d'où partent trois courtes galeries raccordant les trois blocs de combat. Un blockhaus dans le coude de la galerie principale assure la défense des dessous, avec un créneau pour fusil-mitrailleur. Une salle des filtres et des ventilateurs était chargée de maintenir un environnement respirable ; des magasins à munitions, une cuisine, une infirmerie, des sanitaires, un poste de commandement, une usine électrique, des citernes d'eau et de gazole complètent les installations. Certains murs et voûtes, notamment dans la caserne, sont décorés de fresques représentant Mickey ou les officiers de la garnison, complétés par des devises peintes en rouge : « Qui s'y frotte s'y pique » ; « La propreté est la santé dans le bien-être » ; « Sois bon camarade avec ceux qui vivent à tes côtés » ; « L'alcool tue l'homme pour allumer la bête » ; « La bonne humeur facilite l'accomplissement des devoirs journaliers » ; « Pense à ceux que tu aimes et ta peine te paraitra plus légère ». Chaque galerie a un nom : galerie Pasteur, galerie Maréchal Foch, Général Ferrié, André Maginot, etc.
En cas de coupure de l'alimentation électrique extérieure (l'ouvrage était raccordé au réseau civil), la production de l'électricité nécessaire à l'éclairage, à la ventilation, à la tourelle et aux monte-charges était assurée par l'usine. Celle-ci dispose de trois groupes électrogènes (un seul est nécessaire en temps normal, deux en cas d'alerte au gaz), composés chacun d'un moteur Diesel SMIM 4 SR 18 (à quatre cylindres, fournissant une puissance de 85 ch à 600 tours par minute) couplé à un alternateur, complétés par un petit groupe auxiliaire (un moteur CLM 1 PJ 65, de 8 ch à 1 000 tr/min) servant à l'éclairage d'urgence de l'usine et au démarrage pneumatique des gros diesels. Le refroidissement des moteurs se fait par circulation d'eau.

### Blocs
En surface, les blocs sont dispersés pour limiter leur vulnérabilité aux bombardements. Chaque bloc de combat dispose d'une certaine autonomie, avec ses propres magasins à munitions (le M 3 à côté de la chambre de tir et le M 2 en bas du bloc), sa salle de repos, ses PC, ainsi que son système de ventilation et de filtration de l'air. L'ensemble des blocs est ceinturé par un réseau de fils de fer barbelés, doublé le long de la ligne par un réseau de rails enterrés servant d'obstacle antichar, tandis que toute la zone est battue par les fusil-mitrailleur installés dans les différents créneaux et cloches, se soutenant mutuellement. L'accès à chaque façade est bloqué par un fossé diamant, qui sert aussi à recevoir les débris de béton lors des bombardements. Les dalles et les murs exposés des blocs font 3,5 mètres d'épaisseur (soit théoriquement à l'épreuve de deux coups d'obus de 420 mm superposés), les autres murs, les radiers et les planchers un mètre. L'intérieur des dalles et murs exposés est en plus recouvert de 5 mm de tôle pour protéger le personnel de la formation de ménisque (projection de béton à l'intérieur, aussi dangereux qu'un obus).
Le bloc 1 est implanté à l'extrémité orientale de l'ouvrage (49° 15′ 54,55″ N, 6° 27′ 03,33″ E), juste à côté de la voie ferrée (la tranchée ferroviaire servant de fossé). C'est un observatoire, équipé avec une cloche VDP (« vue directe et périscopique », indicatif O 11 dépendant du PC artillerie de l'ouvrage d'Anzeling) et une cloche GFM (pour « guetteur et fusil-mitrailleur »).
Le bloc 2 se situe au sud de l'ouvrage (49° 15′ 53″ N, 6° 27′ 00,49″ E). C'est une casemate d'infanterie tirant en flanquement vers le sud (vers l'ouvrage d'Anzeling), avec un créneau mixte pour JM/AC 47 (un jumelage de mitrailleuses et un canon antichar de 47 mm, interchangeables entre-eux), un autre créneau pour JM et deux cloches GFM.
Le bloc 3 se trouve au nord de l'ouvrage (49° 15′ 58,09″ N, 6° 27′ 00,65″ E). C'est une casemate d'infanterie flanquant vers le nord (vers la casemate d'Edling Sud), avec un créneau mixte pour JM/AC 47 et un autre créneau pour JM. Le toit du bloc est surmonté par une tourelle pour deux mitrailleuses, complétée par deux cloches GFM.
Le bloc d'entrée est en arrière de l'ouvrage, à son extrémité occidentale, sur l'autre versant (49° 15′ 56,52″ N, 6° 26′ 45,41″ E). Il s'agit d'une entrée en puits, armée avec un créneau mixte pour JM/AC 47, une cloche LG (lance-grenades) et une cloche GFM.

### Armement
Les mitrailleuses et fusil-mitrailleur de l'ouvrage étaient chacun protégé par une trémie blindée et étanche (pour la protection contre les gaz de combat). Ils tirent la même cartouche de 7,5 mm à balle lourde (modèle 1933 D de 12,35 g au lieu de 9 g pour la modèle 1929 C).
Les mitrailleuses étaient des MAC modèle 1931 F, montées en jumelage (JM) pour pouvoir tirer alternativement, permettant le refroidissement des tubes. La portée maximale avec cette balle (Vo = 694 m/s) est théoriquement de 4 900 mètres (sous un angle de 45°, mais la trémie limite le pointage en hausse à 15° en casemate et à 17° dans une cloche GFM), la hausse est graduée jusqu'à 2 400 mètres et la portée utile est plutôt de 1 200 mètres. Les chargeurs circulaires pour cette mitrailleuse sont de 150 cartouches chacun, avec un stock de 140000 cartouches pour chaque jumelage (200 000 pour la tourelle). La cadence de tir théorique est de 750 coups par minute, mais elle est limitée à 450 (tir de barrage, avec trois chargeurs en une minute), 150 (tir de neutralisation et d'interdiction, un chargeur par minute) ou 50 coups par minute (tir de harcèlement, le tiers d'un chargeur). Le refroidissement des tubes est accéléré par un pulvérisateur à eau ou par immersion dans un bac.
Les fusils mitrailleurs (FM) étaient des MAC modèle 1924/1929 D, dont la portée maximale est de 3 000 mètres, avec une portée pratique de l'ordre de 600 mètres. L'alimentation du FM se fait par chargeurs droits de 25 cartouches, avec un stock de 40 000 par cloche GFM ou sous casemate, et 1 000 pour un FM de porte ou de défense intérieure. La cadence de tir maximale est de 500 coups par minute, mais elle est normalement de 200 à 140 coups par minute,.

## Histoire
Le projet initial datant du 28 juillet 1930 prévoyait six blocs : deux blocs de combat supplémentaires devaient être construits. Le premier devait se trouver entre le bloc d'entrée et le reste de l'ouvrage, armé avec une tourelle pour deux mortiers de 81 mm (bloc D sur le plan d'origine) ; le second était un coffre de contrescarpe chargé de couvrir de ses tirs le fossé du chemin de fer (bloc F). Par décision du 5 février 1932, ces deux blocs sont reportés (faute de financement) en second cycle et finalement jamais coulés. Une partie des locaux souterrains ainsi que le puits d'accès du bloc D ont malgré tout été aménagés, le puits, remblayé par la suite, servant lors du creusement de la galerie principale.
La construction de l'ouvrage s'étale de 1931 à 1935, confiée pour le gros œuvre à l'entreprise Gianotti et à la Parisienne d'Entreprises. La garnison de l'ouvrage (à l'époque on parle d'équipage) était interarmes, composée de fantassins du 162e RIF (régiment d'infanterie de forteresse) et de sapeurs du génie. L'ouvrage n'est pas censé être occupé en permanence en temps de paix, mais seulement en période de tensions : la première occupation se fait de mars à avril 1936 (à cause de la remilitarisation de la Rhénanie), puis de mars à mai 1938 (pour l'Anschluss), de septembre à octobre 1938 (la crise des Sudètes) et à partir du 21 août 1939 (crise du corridor de Dantzig). Le 3 septembre 1939, la France déclare la guerre à l'Allemagne.
Le 15 juin 1940, les patrouilles allemandes sont observées autour du village d'Edling. À la suite de l'ordre d'évacuation des ouvrages reçu en début de soirée le 16 juin 1940, l'équipage procède à la mise hors service des équipements avant de quitter les lieux. Le premier équipement ainsi saboté fut le central téléphonique empêchant la réception une heure plus tard du contre-ordre. L'ensemble de l'équipage fut fait prisonnier le surlendemain dans le bois de Pange (dans la région messine).
Dans les années 1950, l'ouvrage a été remis en état par l'Armée pour servir de nouveau dans le cadre de la guerre froide. En 1956, il fait partie du « môle fortifié de Boulay », ce dernier composé de tous les ouvrages du secteur à partir de celui du Hackenberg jusqu'à celui de Denting. En 1960, l'arme nucléaire rend désuète la fortification des frontières : les ouvrages Maginot sont progressivement déclassés. Pour l'ouvrage du Bois-de-Bousse, le décret est publié en juillet 1971. Depuis 1998, l'association « Fort aux Fresques » assure l'entretien, la rénovation et les visites guidées (le dimanche) de l'ouvrage, ainsi que des abris voisins d'Hestroff (X 29) et du Rotherberg (X 30).